# Кудерметова Вероніка Едуардівна
Вероніка Едуардівна Кудерметова (рос. Вероника Эдуардовна Кудерметова; тат. Вероника Эдуард кызы Кадыйрмәтова) — російська тенісистка, бронзова медалістка Універсіади. 
Вероніка народилася в родині професійного хокеїста.

## Значні фінали

### Прем'єрні обов'язкові та з чільних 5-ти

#### Пари: 1 титул
| Результат | Рік  | Турнір | Поверхня | Партнерка  | Супротивниці                  | Рахунок       |
| --------- | ---- | ------ | -------- | ---------- | ----------------------------- | ------------- |
| Перемога  | 2019 | Ухань  | Хард     | Дуань Інін | Елісе Мертенс Орина Соболенко | 7–6(7–3), 6–2 |

## Фінали турнірів WTA

### Одиночний розряд: 7 (2 титули, 5 поразок)
| Легенда                      |
| ---------------------------- |
| Турніри Великого шлему (0–0) |
| Турніри WTA 1000 (0–0)       |
| Турніри WTA 500 (2–2)        |
| Турніри WTA 250 (0–3)        |

| Фінали за покриттям |
| ------------------- |
| Тверде (1–3)        |
| Ґрунт (1–1)         |
| Трава (0–1)         |

| Фінали за типом корту |
| --------------------- |
| Відкритий корт (2–5)  |
| Закритий корт (0–0)   |

| Результат | В-П | Дата     | Турнір                                         | Категорія | Покриття      | Опонент               | Рахунок            |
| --------- | --- | -------- | ---------------------------------------------- | --------- | ------------- | --------------------- | ------------------ |
| Поразка   | 0–1 | Січ 2021 | Abu Dhabi Open, UAE                            | WTA 500   | Тверде        | Аріна Соболенко       | 2–6, 2–6           |
| Перемога  | 1–1 | Кві 2021 | Charleston Open, США                           | WTA 500   | Ґрунт (green) | Данка Ковинич         | 6–4, 6–2           |
| Поразка   | 1–2 | Січ 2022 | Melbourne Summer Set, Австралія                | WTA 250   | Тверде        | Сімона Халеп          | 2–6, 3–6           |
| Поразка   | 1–3 | Лют 2022 | Dubai Tennis Championships, UAE                | WTA 500   | Тверде        | Олена Остапенко       | 0–6, 4–6           |
| Поразка   | 1–4 | Кві 2022 | Istanbul Cup, Туреччина                        | WTA 250   | Ґрунт         | Анастасія Потапова    | 3–6, 1–6           |
| Поразка   | 1–5 | Чер 2023 | Rosmalen Grass Court Championships, Нідерланди | WTA 250   | Трава         | Катерина Олександрова | 6–4, 4–6, 6–7(3–7) |
| Перемога  | 2–5 | Жов 2023 | Toray Pan Pacific Open, Японія                 | WTA 500   | Тверде        | Джессіка Пегула       | 7–5, 6–1           |

### Парний розряд: 21 (9 титулів, 12 поразок)
| Легенда                |
| ---------------------- |
| Grand Slam (1–1)       |
| Фінал WTA (1–0)        |
| WTA Elite Trophy (1–1) |
| WTA 1000 (3–5)         |
| WTA 500 (2–3)          |
| WTA 250 (1–2)          |

| Фінали за покриттям |
| ------------------- |
| Тверде (6–4)        |
| Ґрунт (2–4)         |
| Трава (1–4)         |

| Фінали за типом корту |
| --------------------- |
| Відкритий корт (8–12) |
| Закритий корт (1–0)   |

| Результат | В-П  | Дата     | Турнір                                         | Категорія     | Покриття      | Партнер                | Опоненти                               | Рахунок                  |
| --------- | ---- | -------- | ---------------------------------------------- | ------------- | ------------- | ---------------------- | -------------------------------------- | ------------------------ |
| Поразка   | 0–1  | Кві 2019 | Charleston Open, США                           | Premier       | Ґрунт (green) | Ірина Хромачова        | Анна-Лена Гренефельд Аліція Росольська | 6–7(7–9), 2–6            |
| Поразка   | 0–2  | Кві 2019 | Ladies Open Lugano, Швейцарія                  | International | Ґрунт         | Галина Воскобоєва      | Сорана Кирстя Андрея Міту              | 6–1, 2–6, [8–10]         |
| Перемога  | 1–2  | Вер 2019 | Wuhan Open, КНР                                | Premier 5     | Тверде        | Дуань Їн'їн            | Елісе Мертенс Аріна Соболенко          | 7–6(7–3), 6–2            |
| Перемога  | 2–2  | Кві 2021 | Istanbul Cup, Туреччина                        | WTA 250       | Тверде        | Елісе Мертенс          | Хібіно Нао Макото Ніномія              | 6–1, 6–1                 |
| Поразка   | 2–3  | Лип 2021 | Вімблдонський турнір, Велика Британія          | Grand Slam    | Трава         | Олена Весніна          | Сє Шувей Елісе Мертенс                 | 6–3, 5–7, 7–9            |
| Поразка   | 2–4  | Жов 2021 | Indian Wells Open, США                         | WTA 1000      | Тверде        | Олена Рибакіна         | Сє Шувей Елісе Мертенс                 | 6–7(1–7), 3–6            |
| Перемога  | 3–4  | Лют 2022 | Dubai Tennis Championships, UAE                | WTA 500       | Тверде        | Елісе Мертенс          | Людмила Кіченок Олена Остапенко        | 6–1, 6–3                 |
| Поразка   | 3–5  | Лют 2022 | Qatar Ladies Open, Катар                       | WTA 1000      | Тверде        | Елісе Мертенс          | Корі Гофф Джессіка Пегула              | 6–3, 5–7, [5–10]         |
| Поразка   | 3–6  | Кві 2022 | Відкритий чемпіонат Маямі з тенісу, США        | WTA 1000      | Тверде        | Елісе Мертенс          | Лаура Зігемунд Віра Звонарьова         | 6–7(3–7), 5–7            |
| Перемога  | 4–6  | Тра 2022 | Мастерс Рим, Італія                            | WTA 1000      | Ґрунт         | Анастасія Павлюченкова | Габріела Дабровскі Джуліана Ольмос     | 1–6, 6–4, [10–7]         |
| Поразка   | 4–7  | Чер 2022 | Rosmalen Grass Court Championships, Нідерланди | WTA 250       | Трава         | Елісе Мертенс          | Еллен Перес Тамара Зіданшек            | 3–6, 7–5, [10–12]        |
| Перемога  | 5–7  | Лис 2022 | Фінал WTA, США                                 | Фінали        | Тверде        | Елісе Мертенс          | Барбора Крейчикова Катержина Сінякова  | 6–2, 4–6, [11–9]         |
| Перемога  | 6–7  | Лют 2023 | Dubai Championships, UAE                       | WTA 1000      | Тверде        | Людмила Самсонова      | Чжань Хаоцін Латіша Чжань              | 6–4, 6–7(4–7), [10–1]    |
| Перемога  | 7–7  | Жов 2023 | WTA Elite Trophy, КНР                          | Elite Trophy  | Тверде        | Беатріс Аддад Мая      | Като Мію Алділа Сутдж'яді              | 6–3, 6–3                 |
| Перемога  | 8–7  | Кві 2024 | Porsche Tennis Grand Prix, Німеччина           | WTA 500       | Ґрунт (i)     | Чжань Хаоцін           | Ульрікке Ейкері Інгрід Ніл             | 4–6, 6–3, [10–2]         |
| Поразка   | 8–8  | Чер 2024 | German Open, Німеччина                         | WTA 500       | Трава         | Чжань Хаоцін           | Ван Сіньюй Чжен Сайсай                 | 2–6, 5–7                 |
| Поразка   | 8–9  | Чер 2024 | Bad Homburg Open, Німеччина                    | WTA 500       | Трава         | Чжань Хаоцін           | Ніколь Меліхар Еллен Перес             | 6–4, 3–6, [8–10]         |
| Поразка   | 8–10 | Жов 2024 | China Open, КНР                                | WTA 1000      | Тверде        | Чжань Хаоцін           | Сара Еррані Жасмін Паоліні             | 4–6, 4–6                 |
| Поразка   | 8–11 | Кві 2025 | Мастерс Мадрид, Іспанія                        | WTA 1000      | Ґрунт         | Елісе Мертенс          | Сорана Кирстя Ганна Калінська          | 7–6(12–10), 2–6, [10–12] |
| Поразка   | 8–12 | Тра 2025 | Italian Open                                   | WTA 1000      | Ґрунт         | Елісе Мертенс          | Сара Еррані Жасмін Паоліні             |                          |
| Перемога  | 9–12 | Чер 2025 | Вімблдонський турнір, Велика Британія          | Grand Slam    | Трава         | Елісе Мертенс          | Сє Шувей Олена Остапенко               | 3–6, 6–2, 6–4            |

## Фінали турнірів серії WTA 125

### Одиночний розряд: 1 титул
| Результат | В-П | Дата     | Турнір                   | Поверхня | Супротивниця   | Рахунок  |
| --------- | --- | -------- | ------------------------ | -------- | -------------- | -------- |
| Перемога  | 1–0 | Бер 2019 | WTA Guadalajara, Мексика | Хард     | Маріє Боузкова | 6–2, 6–0 |

### Пари: 4 титули
| Результат | В-П | Дата     | Турнір                  | Поверхня     | Партнерка         | Супротивниці                    | Рахунок               |
| --------- | --- | -------- | ----------------------- | ------------ | ----------------- | ------------------------------- | --------------------- |
| Перемога  | 1–0 | Лис 2016 | WTA Taipei, Тайвань     | Килим (зала) | Натела Дзаламідзе | Чан Кайчень Чуан Чіацзюн        | 4–6, 6–3, [10–5]      |
| Перемога  | 2–0 | Лис 2017 | WTA Taipei, Тайвань (2) | Килим (зала) | Орина Соболенко   | Монік Адамчак Наомі Броді       | 2–6, 7–6(7–5), [10–6] |
| Перемога  | 3–0 | Лис 2018 | WTA Mumbai, Індія       | Хард         | Натела Дзаламідзе | Бібіане Схофс Баробора Штефкова | 6–4, 7–6(7–4)         |
| Перемога  | 4–0 | Лис 2018 | WTA Limoges, Франція    | Хард (зала)  | Галина Воскобоєва | Тімеа Бачинскі Віра Звонарьова  | 7–5, 6–4              |